# Elfson
Elfson is een Brits historisch merk van motorfietsen.
De bedrijfsnaam was: Wilson & Elford, Aston, Birmingham.
Van 1923 tot 1925 bouwden Wilson & Elford motorfietsen met goede, zelf ontwikkelde 294cc-eencilindertweetaktmotoren, maar klanten konden ook kiezen voor een 170cc-Norman-kopklepmotor.